# Juan Ramón Plana Pujol
Juan Ramón Plana Pujol (nacido el 12 de septiembre de 1948 en Lérida, España) es un orador y conferenciante español, profesor y escritor centrado en la comunicación. Fue director general de la Asociación Española de Anunciantes durante 17 años. Desde esta posición reinvidico y defendió en el papel de la publicidad en la sociedad.

## Carrera profesional
Pujol es licenciado en Administración y Dirección de Empresas, Derecho y Turismo. Ha desarrollado una larga carrera como ejecutivo en puestos directivos de Ayuntamiento de Madrid, donde fue director del Patronato de Turismo y Convenciones, de Wagons Lits Travel, de Telemadrid TV, y de Paradores de Turismo. Dirigió la Asociación Española de Anunciantes desde 1997 a 2014, desde donde impulsó los Premios a la Eficacia Publicitaria en comunicación comercial. 
Ha sido presidente del jurado de los Premios Aster de comunicación (ESIC Business & Marketing School), donde se entregaban cada año numerosos reconocimientos a profesionales, empresas y agencias de comunicación. También ha sido profesor en diversas universidades como ESIC (perteneciente a la Universidad Politécnica de Madrid), Universidad de Málaga, Alicante, Florida (EEUU) y la alemana de Ratisbona.
Como escritor y conferenciante impulsó el tema de la "marca personal" y el "marketing emocional" en su libro "Impacto al corazón", coescrito con Elena Pérez del Monte. Como experto en management y motivación publicó en 2016 "El coleccionista de saludos" coescrito con Belén Boville,  sobre su experiencia personal y profesional comunicándose con personajes famosos como Dizzy Gillespie, Marcos de Quinto, José Saramago, Cabrera Infante, Ferrán Adriá y Luis García Berlanga entre otros.
Como actor participó en las películas "Quiéreme", 2007 y "Los Amores Locos", 2009, ambas dirigidas por Beda Docampo, y en la serie de televisión por internet "El fútbol nos vuelve locos".

## Premios
- Premio Agripina, 2016.[10]
- Profesionales de la Publicidad,  Luxury Advertising Awards 2018.[11]
- Profesional de la comunicación, AEEPP (Asociación de Editores de Publicaciones Periódicas,  2017).[11]
- Premio de Honor PUBLIFESTIVAL 2018.[11]